# Hagsätra
Hagsätra is een station van de Stockholmse metro aan lijn T19 van de groene route. Het is het zuidelijke eindpunt van de Hagsätratak van de metro op 10 spoorkilometer ten zuiden van het centrale station Slussen.
Het station werd geopend op 1 december 1960 toen de eerste trein om 15:38 uur vertrok naar het noorden. De ingang ligt bij het zuidoostelijke einde van het perron aan de noordkant van het Hagsätra torg en de Kvarntorpsgränd. Het metrostation ligt op 46,2 meter boven zee en is daarmee het op twee na hoogstgelegen station van het Stockholmse net. 
De wanden van het station zijn opgesierd met mozaïekwerk, met als thema muziek, van kunstenares Britta Simonsson-Örtenholm. Het ontwerp werd geprezen bij een wedstrijd die in 1956 werd gehouden bij T-Centralen en is in Hagsätra uitgevoerd. Inmiddels zijn ze aangevuld met drie schilderijen van Per Carm langs de helling in het station.
Er waren plannen om de lijn verder te verlengen naar pendeltågstation Alvsjö en de naastgelegen jaarbeurs. Deze zijn nog niet uitgevoerd maar zijn evenmin van de baan. 
In 2011 is de hele Hagsätratak tussen Globen en Hagsätra gerenoveerd en tot 26 september 2011 was er sprake van een vervangende busdienst. Tijdens de renovatie zijn de rolhellingen, die begin jaren 90 waren aangelegd, vervangen door een lift. 
In 2014 is besloten om de Blauwe route ten zuiden van het centrum te verlengen met een splitsing bij Sofia. Lijn T11 zal daar afbuigen naar het oosten, terwijl lijn T10 naar Gullmarsplan zal lopen. De Hagsätratak zal dan ter hoogte van Sockenplan aangesloten worden op de nieuwe tunnel. De Hagsätratak wordt daarmee onderdeel van lijn T10 van de blauwe route en T19 ten zuiden van Gullmarsplan komt dan te vervallen.  
Hässelby strand · 
Hässelby gård ·
Johannelund ·
Vällingby ·
Råcksta ·
Blackeberg ·
Islandstorget ·
Ängbyplan ·
Åkeshov· 
Brommaplan·
Abrahamsberg· 
Stora Mossen· 
Alvik · 
Kristineberg · 
Thorildsplan  · 
Fridhemsplan · 
S:t Eriksplan · 
Odenplan  · 
Rådmansgatan  · 
Hötorget · 
T-Centralen ·  
Gamla Stan · 
Slussen · 
Medborgarplatsen ·  
Skanstull · 
Gullmarsplan ·  
Globen ·
Enskede gård ·
Sockenplan ·
Svedmyra ·
Stureby ·
Bandhagen ·
Högdalen ·
Rågsved ·
Hagsätra